# Bazar Osh
El Bazar Osh (en kirguís: Ош базары) es uno de los bazares más grandes en Biskek, Kirguistán. Está situado en el lado oeste de la ciudad, y no está lejos de la estación de autobuses de Occidente. 
En el bazar de Osh, se pueden comprar productos alimenticios, casi todos los bienes comunes de una casa, ropa, souvenirs de Kirguistán, e incluso los instrumentos musicales. La Ropa nacional de Kirguistán, se venden en la sección de bienes nacionales, y se cose en su mayoría en el bazar en el gremio de una espacio llamada "Kyyal" (Kirguistán: Кыял - "fantasía / sueño"), y pueden ser por pedidos especiales (por tamaño, color, etc) a través del contacto con los vendedores del bazar.